# Annibale D'Afflitto
Annibale D'Afflitto (falecido em 1638) foi um prelado católico romano que serviu como arcebispo de Reggio Calabria (1593–1638).

## Biografia
No dia 15 de novembro de 1593, Annibale D'Afflitto foi nomeado durante o papado de Clemente VIII como Arcebispo de Reggio Calabria. A 30 de novembro de 1593, foi consagrado bispo por Alfonso Gesualdo di Conza, cardeal-bispo de Ostia e Velletri, com Giulio Ottinelli, bispo de Fano, e Cristóbal Senmanat y Robuster, bispo emérito de Orihuela, servindo como co-consagradores. Serviu como arcebispo de Reggio Calabria até à sua morte a 1 de abril de 1638.